# Василевський Ромуальд Вікторович
Ромуальд Вікторович Василе́вський (нар. 1853, Київ — пом. 1919, Москва) — російський співак (бас) і оперний режисер.

## Біографія
Народився у 1853 році в місті Києві (нині Україна). У 1869—1873 роках навчався у Державному музичному інституті у Варшаві (клас співу Чаффі).
Протягом 1873—1879 років був солістом Великого театру у Варшаві; у 1880—1882 роках — Київської опери; у 1882—1898 роках — Большого театру у Москві. Одночасно у 1886—1906 роках працював режисером Большого театру. 1902 року закінчив виконавчу діяльність. Помер у Москві у 1919 році.

## Творчість
виконав партії
- Сусанін, Фарлаф («Життя за царя», «Руслан і Людмила» Михайла Глінки);
- Кирдяга («Тарас Бульба» Володимира Кашперова);
- Мефістофель («Фауст» Шарля Ґуно);
- Бертрам, Марсель («Роберт-Диявол», «Гуґеноти» Джакомо Меєрбера);
- Дон Альфонсо («Лукреція Борджіа» Гаетано Доніцетті);

поставив опери
- «Дубровський» Едуарда Направника (1896);
- «Русалка» Олександра Даргомижського (1900; здійснена спеціально для Федора Шаляпіна);
- «Псков'янка» Миколи Римського-Корсакова (1901).